# Кончерто гросо
Кончерто гросо (от на италиански: concerto grosso, буквално „голям концерт“) е музикален жанр, при който солиращите инструменти противопоставят музикалната си тема на оркестъра.
Възниква в Италия през 17 век успоредно със соловия концерт. Особено популярен е през 17 и 18 век. Състои се от няколко (до 7) части. Сред най-известните композитори на кончерто гросо са Арканджело Корели и Антонио Вивалди. Мнозина музикални историци приемат Корели за родоначалник на жанра.
Близки по дух концерти пишат Йохан Себастиан Бах и Георг Фридрих Хендел. След двувековна забрава, интересът към жанра е възстановен. През 20 век кончерти гроси пишат Игор Стравински, Макс Регер, Алфред Шнитке и др.